# Aeschynomene abyssinica
Aeschynomene abyssinica là một loài thực vật có hoa trong họ Đậu. Loài này được (A.Rich.) Vatke miêu tả khoa học đầu tiên.